# Bill Rebane
Bill Rebane (né le 8 février 1937 à Riga en Lettonie) est un réalisateur, producteur, scénariste et auteur américain. Il est surtout connu pour ses films d’horreur à petit budget tels que Monster A Go-Go et L’Invasion des araignées géantes (en).

## Filmographie
Bill Rebane a réalisé et produit les films suivants. Les titres donnés sont les titres originaux anglais.
- 1965 – Monster A Go-Go
- 1974 – Invasion from Inner Earth
- 1975 – L’Invasion des araignées géantes (en) (The Giant Spider Invasion)
- 1975 – Croaked: Frog Monster from Hell
- 1978 – The Alpha Incident
- 1979 – The Capture of Bigfoot
- 1983 – The Demons of Ludlow
- 1984 – The Game
- 1987 – Twister's Revenge!
- 1987 – Blood Harvest

- Notices d'autorité :   - VIAF
  - ISNI
  - IdRef
  - LCCN
  - GND
  - Espagne
  - Tchéquie
  - WorldCat